# Büyük Valide Han
Le Büyük Valide Han (turc : Büyük Valide Han) est le plus grand han (caravansérail) historique d'Istanbul en Turquie. Il a été fondé en 1651 par la sultane validé Kösem, la mère des sultans ottomans Mourad IV et Ibrahim Ier.

## Histoire

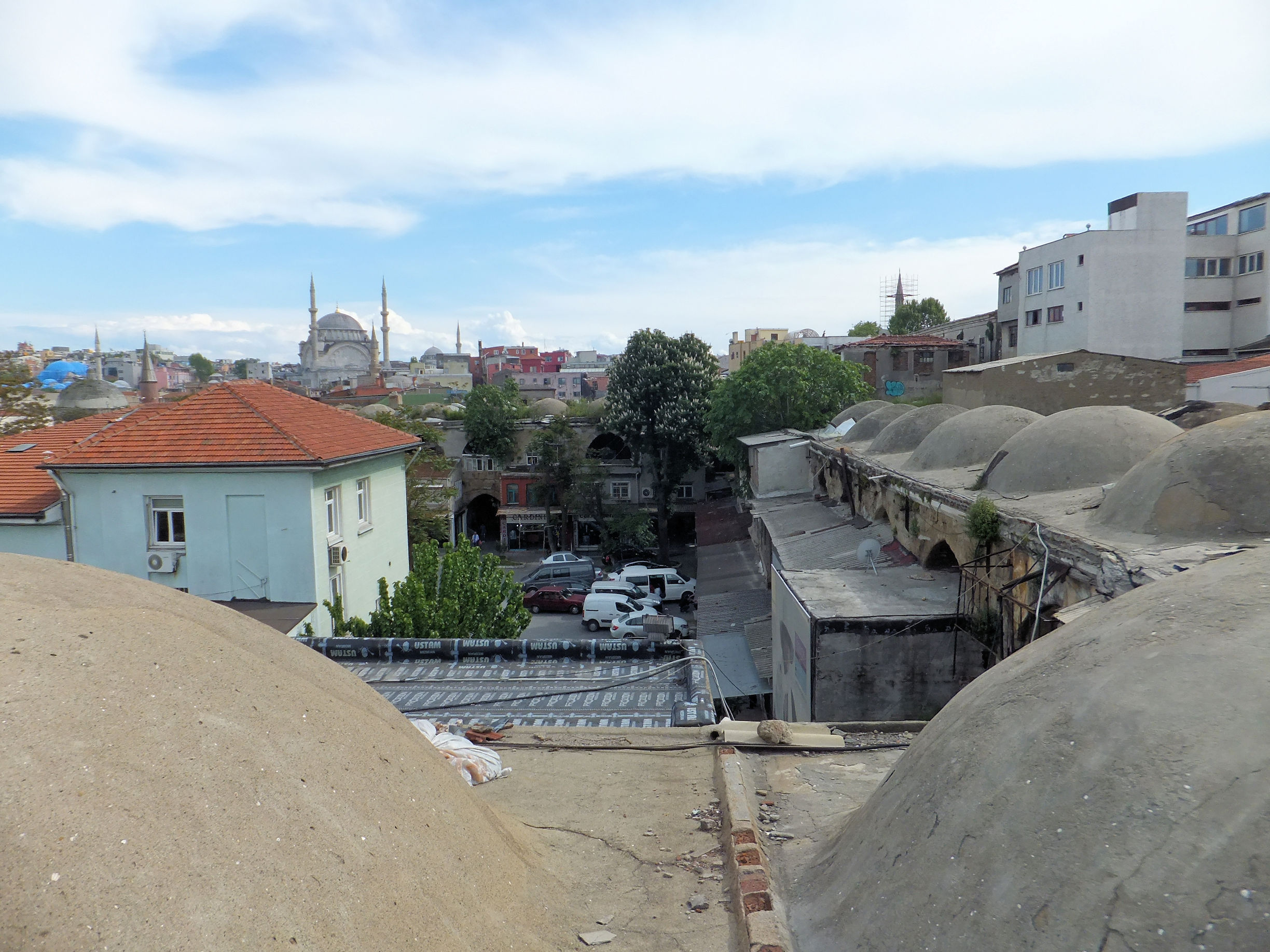
Vue de la cour principale; de nombreuses structures supplémentaires ultérieures sont visibles sur le bâtiment d'origine

Le han est situé dans le quartier central du marché historique qui s'étend du Grand Bazar au quartier d'Eminönü sur la rive de la Corne d'Or. Depuis la fondation du premier bazar (marché ouvert) par le sultan Mehmet II au milieu du XVe siècle, le Grand Bazar est devenu la principale plaque tournante du commerce international de la ville, alimentant des quartiers entiers de boutiques, d'entrepôts et de logements marchands,.
Un han, un type de caravansérail urbain, était un type courant de structure commerciale dans l'architecture ottomane (et plus largement dans l'architecture du monde islamique ) qui remplissait un certain nombre de fonctions, notamment l'hébergement de marchands étrangers, le stockage de biens ou de marchandises, le logement d'artisans. des ateliers et des bureaux à partir desquels effectuer des transactions. Un certain nombre de hans ont été construits au cours des siècles dans et autour du quartier du Grand Bazar.
Avant la construction du Büyük Valide Han, le site était occupé par le palais de l'homme d'état Cerrah Mehmed Pacha,.
C'est dans ce palais que l'une des premières imprimeries de la ville fut installée, en 1567, par Apkar de Sivas.
Le han a été fondé en 1651 par la sultane validé Kösem, une des femmes les plus puissantes de l'histoire ottomane et qui était également la mère des sultans ottomans Mourad IV et Ibrahim Ier,. Ses revenus servaient à financer l'entretien de la mosquée Çinili qu'elle avait fondée plus tôt à Üsküdar, le quartier asiatique d'Istanbul, dans le cadre du système du waqf.
Au XIXe siècle, le bâtiment était habité et associé à la communauté marchande iranienne. Une présence iranienne dans la ville existait depuis longtemps grâce à la position d'Istanbul sur la route de la soie et en raison des invasions et des bouleversements politiques qui avaient déplacé les migrants d'Iran. Au début du XIXe siècle, la majeure partie de la communauté marchande iranienne était établie dans un petit caravansérail appelé Hoca Han dans le quartier d'Eyüp. Cependant, la communauté grandit en nombre et en importance au cours du XIXe siècle à la suite des traités d'Erzurum (1823-1847) qui permirent la reprise des relations commerciales et diplomatiques entre l'Empire ottoman et l'Iran Qajar. Afin de s'adapter à cette croissance, ils ont commencé à emménager dans le Valide Han, plus grand et plus central. À la fin du XIXe siècle, de nombreuses riches familles de marchands iraniens y tenaient leurs bureaux. Des rituels chiites iraniens tels que les célébrations de l'Achoura ont également pu avoir lieu dans la cour principale du han, où une mosquée privée servait également à la communauté. Grâce à la prééminence de la route commerciale entre Tabriz et Istanbul notamment, les Azerbaïdjanais iraniens constituaient la majorité de la communauté et étaient spécialisés dans les métiers d'importation tels que les tapis et la soie.
Aujourd'hui, le han est gravement délabré mais encore en partie occupé par des bureaux et des entreprises, bien que les occupants soient tous d'origine turque plutôt qu'iranienne,,. La mosquée iranienne au milieu de la cour principale continue de servir de mosquée chiite liée à la communauté iranienne, mais elle n'est ouverte que pour certaines occasions. Ces dernières années, le han a également été visité par des touristes profitant de la vue sur la ville depuis son toit. L'intérieur du han a également fait une brève apparition lors d'une scène de poursuite en moto dans le film Skyfall de James Bond en 2012,,.

## Architecture
Le han couvre une vaste zone centrée autour d'une vaste cour carrée centrale, mesurant 55 mètres de côté, et de deux autres cours plus petites. Alors que les caravansérails traditionnels ne comportaient généralement qu'une seule cour centrale, les han d'Istanbul se sont complexifiés au fil du temps et ont parfois présenté des plans d'étage irréguliers afin de s'adapter à l'espace limité de la ville densément bâtie. La disposition irrégulière du Büyük Valide Han était un exemple de cette tendance et c'était peut-être le premier exemple à avoir jusqu'à trois cours. La première cour, à l'entrée du bâtiment, est de forme irrégulière mais à peu près triangulaire, avec un côté de la structure aligné avec la rue à l'extérieur. Au nord se trouve la cour centrale principale, et au nord de celle-ci se trouve une cour rectangulaire plus petite qui est parfois appelée le Küçük Valide Han (le "petit" Valide Han).
Le bâtiment principal a deux étages; le rez-de-chaussée était à l'origine dédié au logement des chameaux et des chevaux, tandis que l'étage supérieur servait de logement aux marchands et aux bureaux de vente en gros. On y accède par une galerie à deux étages avec des couloirs voûtés qui entoure les cours,. Au milieu de la cour principale se trouve une petite mosquée, qui a d'abord été construite pour la communauté iranienne chiite au 19e siècle, mais a brûlé en 1947 et a été reconstruite en 1951. Bien que le han reste représentatif de l'architecture commerciale de son époque, il a été fréquemment modifié au cours des siècles afin de l'agrandir et de l'adapter à l'évolution des besoins. À la fin du XVIIIe siècle, il s'était développé pour contenir 366 chambres. Depuis lors, de nombreuses petites structures et de nouvelles salles ont été continuellement ajoutées au tissu de l'ancien bâtiment.
Le coin nord-est du bâtiment comprend notamment les restes substantiels d'une grande tour de pierre byzantine, bien qu'il y ait encore un différend quant à son origine. Connue sous le nom de Tour d'Eirene, elle mesurait à l'origine 27 mètres de haut et est la seule tour de ce type encore debout dans la ville aujourd'hui. Dans les temps les plus anciens du han, la chambre haute de la tour était utilisée comme mosquée et sa chambre basse comme atelier de tissage, mais aujourd'hui elle est en grande partie désaffectée.

## Environs et autreshans à proximité

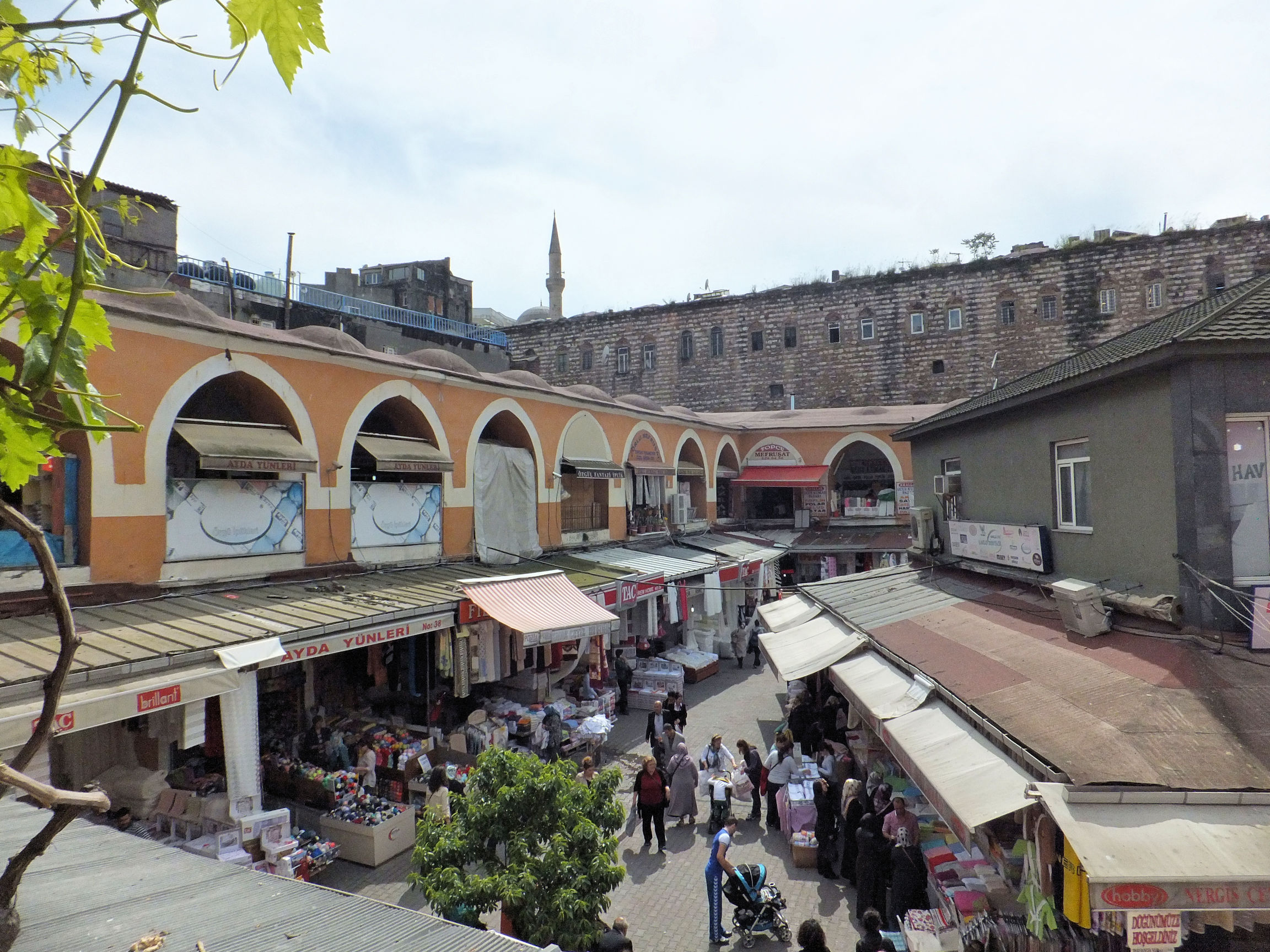
Le Kürkçü Han, l'un des nombreux han historiques des environs. Le haut bâtiment en pierre à l'arrière-plan est le Büyük Yeni Han.

Comme le quartier du Büyük Valide Han est au cœur du quartier marchand historique de la ville, la zone est remplie d'un certain nombre d'autres bâtiments commerciaux ottomans historiques. Le Valide Han est situé juste à l'est d'Uzun Çarşı Caddesi (rue Uzun Çarşı) et son entrée s'ouvre sur Mercan Caddesi (rue Mercan). Un certain nombre d'autres han historiques jouxtent également cette rue dans le même voisinage, dans différents états de conservation. Les exemples les plus notables incluent: le Büyük Yeni Han (achevé en 1764 et le deuxième plus grand han de la ville après le Valide Han), le Küçük Yeni Han (construit en même temps) et le Kürkçü Han (le plus ancien han survivant dans la ville, achevé en 1467),,.